# Habtamu Fikadu
Habtamu Fikadu Awash, né le 13 mars 1988 dans la province du Choa, est un coureur de fond éthiopien. Il est champion d'Afrique de course en montagne 2009.

## Biographie
Coureur de fond polyvalent, Habtamu se distingue rapidement dans plusieurs disciplines. En 2006, il termine sixième junior aux Championnats du monde de cross-country à Fukuoka et remporte la médaille d'argent au classement par équipes. Il décroche sa première médaille individuelle en s'emparant du bronze sur 5 000 mètres lors des Jeux d'Afrique de l'Est juniors à Nairobi.
À la suite de ses bonnes performances, il est sélectionné dans l'équipe nationale éthiopienne pour les Jeux africains de 2007 à Alger. Il dispute le 10 000 mètres et se classe septième en 28 min 6 s 00. Il diversifie ses compétitions en prenant part à la course de montagne du Ranch Obudu en fin d'année. Prenant les commandes de la course dès le départ, il mène de bout en bout pour remporter la victoire devant Geofrey Kusuro.
Le 30 mars 2008, il effectue une solide course aux championnats du monde de cross-country à Édimbourg pour décrocher la neuvième place. Il remporte la médaille d'argent au classement par équipes.
L'année suivante, il améliore encore sa marque et termine cinquième des championnats du monde de cross-country à Amman. Malgré l'absence de leur chef de file Kenenisa Bekele, l'Éthiopie remporte à nouveau l'argent par équipes, notamment grâce au nouveau champion Gebre Gebremariam. Le 28 novembre, il domine à nouveau la course de montagne du Ranch Obudu. Parvenant encore à résister à Geofrey Kusuro, champion du monde en titre de la discipline, Habtamu remporte la course et devient le premier champion d'Afrique de course en montagne. Il remporte de plus la médaille d'or au classement par équipes.
Il ne parvient cependant pas à défendre son titre en 2010, se faisant battre par son compatriote Abebe Dinkesa. Il doit se contenter de la médaille d'argent et du bronze par équipes.

## Palmarès

### Piste
| Année | Compétition                    | Lieu    | Place | Épreuve  | Temps         |
| ----- | ------------------------------ | ------- | ----- | -------- | ------------- |
| 2006  | Jeux de l'Afrique de l'Est U20 | Nairobi | 3e    | 5 000 m  | 13 min 43 s 3 |
| 2007  | Jeux africains                 | Alger   | 7e    | 10 000 m | 28 min 6 s 00 |

### Route/cross
| Année | Compétition                            | Lieu      | Place | Épreuve       | Temps          |
| ----- | -------------------------------------- | --------- | ----- | ------------- | -------------- |
| 2006  | BOclassic                              | Bolzano   | 3e    | 10 kilomètres | 28 min 36 s    |
| 2007  | BOclassic                              | Bolzano   | 2e    | 10 kilomètres | 28 min 54 s    |
| 2008  | Championnats du monde de cross-country | Édimbourg | 9e    | Cross-country | 35 min 19 s    |
| 2009  | Championnats du monde de cross-country | Amman     | 5e    | Cross-country | 35 min 6 s     |
| 2009  | Grand Prix de Prague                   | Prague    | 2e    | 10 kilomètres | 28 min 36 s    |
| 2011  | Semi-marathon de Paris                 | Paris     | 5e    | Semi-marathon | 1 h 1 min 54 s |
| 2012  | Marathon de Venise                     | Venise    | 5e    | Marathon      | 2 h 21 min 0 s |

### Course en montagne
| no  | masculin           | Course                                       | Longueur | Départ           | Temps       |
| --- | ------------------ | -------------------------------------------- | -------- | ---------------- | ----------- |
| 1re | Médaille d'or      | Course de montagne du Ranch Obudu            | 11 km    | 24 novembre 2007 | 42 min 50 s |
| 3e  | Médaille de bronze | Course de montagne du Ranch Obudu            | 11 km    | 29 novembre 2008 | 42 min 42 s |
| 1re | Médaille d'or      | Championnats d'Afrique de course en montagne | 11 km    | 28 novembre 2009 | 42 min 3 s  |
| 2e  | Médaille d'argent  | Championnats d'Afrique de course en montagne | 11 km    | 27 novembre 2010 | 42 min 47 s |

## Records
| Épreuve       | Performance     | Date             | Lieu      |
| ------------- | --------------- | ---------------- | --------- |
| 3 000 mètres  | 7 min 57 s 78   | 22 juin 2006     | Alger     |
| 5 000 mètres  | 13 min 30 s 29  | 30 mai 2009      | New York  |
| 10 000 mètres | 27 min 6 s 47   | 26 mai 2007      | Hengelo   |
| 10 kilomètres | 28 min 36 s     | 31 décembre 2006 | Bolzano   |
| Semi-marathon | 1 h 1 min 54 s  | 6 mars 2011      | Paris     |
| Marathon      | 2 h 16 min 47 s | 16 octobre 2011  | Amsterdam |